# Alligny-en-Morvan
Alligny-en-Morvan (im örtlichen Dialekt: Ailnié) ist eine französische Gemeinde mit 603 Einwohnern (Stand: 1. Januar 2022) im  Département Nièvre in der Region Bourgogne-Franche-Comté. Sie gehört zum Arrondissement Château-Chinon (Ville) und zum Kanton Château-Chinon (bis 2015: Kanton Montsauche-les-Settons). Die Einwohner werden Allignycois genannt.

## Geographie
Alligny-en-Morvan liegt etwa 66 Kilometer westsüdwestlich von Dijon im Morvan. Umgeben wird Alligny-en-Morvan von den Nachbargemeinden Champeau-en-Morvan im Norden, Saint-Martin-de-la-Mer im Osten und Nordosten, Blanot im Osten und Südosten, Moux-en-Morvan im Süden, Gouloux im Westen und Nordwesten sowie Saint-Brisson im Nordwesten.

## Bevölkerungsentwicklung
| Jahr                       | 1962 | 1968 | 1975 | 1982 | 1990 | 1999 | 2006 | 2013 |
| -------------------------- | ---- | ---- | ---- | ---- | ---- | ---- | ---- | ---- |
| Einwohner                  | 883  | 809  | 734  | 709  | 679  | 656  | 639  | 645  |
| Quellen: Cassini und INSEE |      |      |      |      |      |      |      |      |

## Sehenswürdigkeiten
- Kirche Saint-Hilaire von 1462
- Pfarrhaus
- Schloss Alligny-en-Morvan aus dem 15. Jahrhundert, heute Gutshof
- Schloss La Ferrière
- Schloss La Chaux, wieder errichtet 1860
- Ruinen des Schlosses Champcomeau
- Burg Réglois aus dem 14. Jahrhundert
- Burg La Mothe-d’Aligny aus dem 12. Jahrhundert

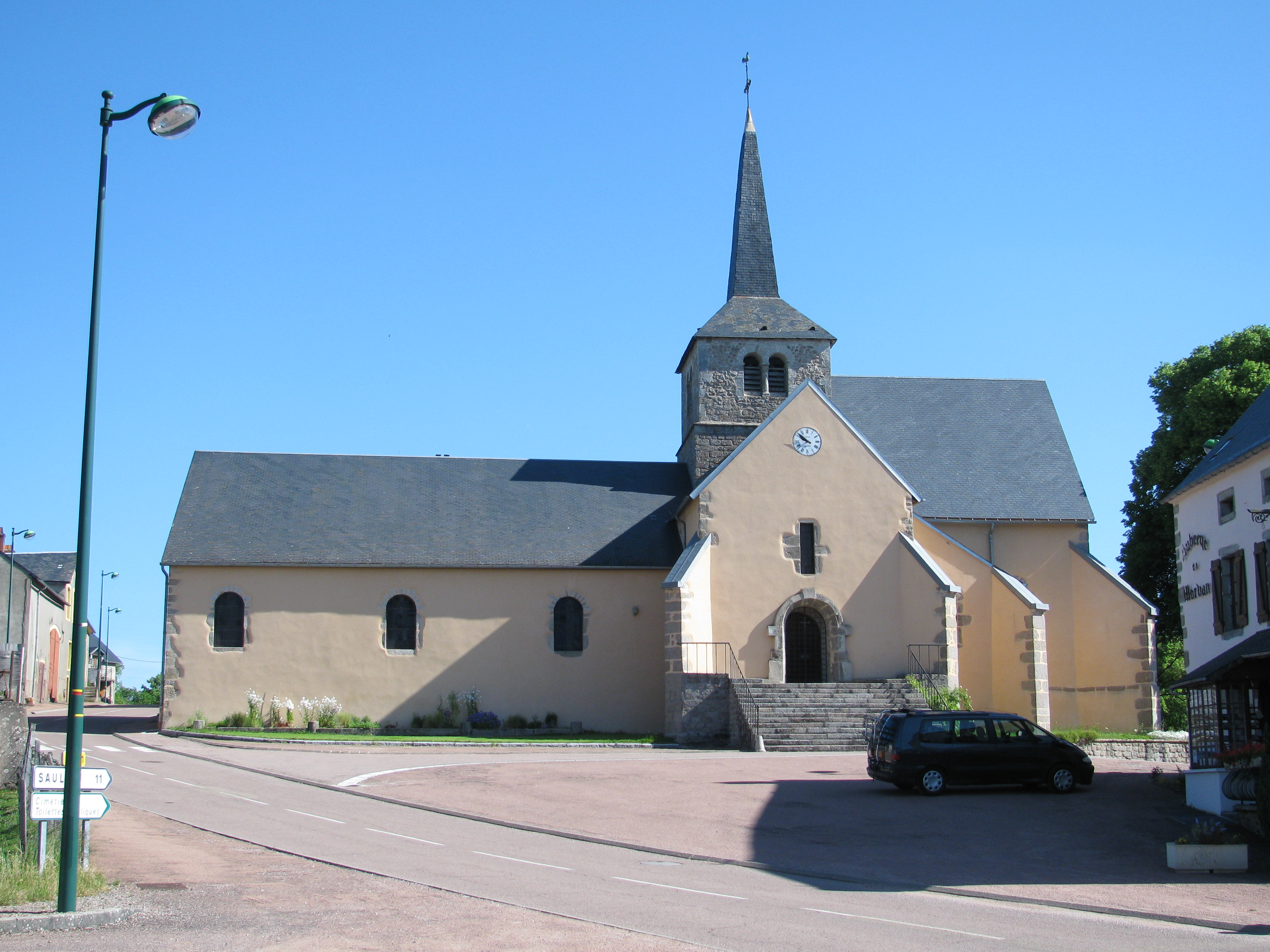
Kirche Saint-Hilaire

## Mit dem Ort verbundene Persönlichkeiten
Der Schriftsteller Jean Genet (1910–1986) wuchs hier bei Pflegeeltern auf, bis er 1924 nach Paris zurückkehrte.